# 殽之戰
秦晉殽之戰首見於《春秋左傳》，乃是秦國與晉國之間所發生的一場大戰。此戰發生於公元前627年（魯僖公三十三年、周襄王二十五年、鄭穆公二年、秦穆公三十三年、晉襄公元年）。

## 戰地位置
崤山在今河南省西部，屬秦嶺支脈，分東西兩崤，延伸黃河、洛水之間，長160餘公里，山勢自西南向東北走向，高峰有青崗山（1903m）和冠雲山（1666m）等。

## 背景

### 燭之武退秦師
公元前630年（魯僖公三十年、周襄王二十二年、鄭文公四十三年、晉文公七年、秦穆公三十年）時，晉文公率兵入侵鄭國首都，進行武力包圍。而秦穆公也應晉文公所請，率兵加入包圍行列。
而秦晉兩國圍兵於鄭的原因有二：
1. 鄭國當年對晉文公無禮。
2. 對晉國有貳心，私底下和楚國親近。[2]

當時，鄭國大夫佚之狐向鄭文公推薦燭之武去說服秦國退兵，鄭文公去請託燭之武，燭之武認為自己年輕時就不受重用，直到老了，國家有難才任命他，所以不願意去。鄭文公先卑微地道歉，但卻要脅鄭國即將滅亡，會損害燭之武的身家性命。
燭之武於是奔到秦營，主要說辭如下：
1. 鄭國滅亡對秦國沒有半點好處、只是單獨圖利晉國，使其增加領土。
2. 鄭國的地理位置在齊、楚、晉的邊境上，燭之武暗示秦穆公將來有一圖中原的野心時，鄭國是秦國的後勤中心。
3. 燭之武把利害說完後，再批晉國向來不守信用。當年晉惠公不守當年與秦穆公說好的條件，將焦（今河南陝縣附近）、瑕（今山西運城附近）兩城池送給秦國的事，暗示就算鄭國被滅了，秦國也拿不到好處。[3]
4. 燭之武最後說：晉國要擴張領土，首先吞併鄭國，下一步就是對著秦國的領土。

而秦穆公聽後不僅答應退兵，甚至還派遣三位將軍：杞子、逢孫、楊孫率軍防衛鄭國；而晉文公的舅舅子犯知情後，請求攻擊秦軍，但是晉文公以不能恩將仇報、亦不能失去盟國等兩大理由拒絕，並隨之退兵。不過，此事之後，秦晉兩國的邦交關係已然出現裂痕，為殽之戰埋下了伏筆。

### 蹇叔哭師
到了公元前628年（魯僖公三十二年、周襄王二十四年、鄭穆公元年、秦穆公三十一年、晉文公八年）冬季時，晉文公薨逝，公子歡繼位，是為晉襄公。
當時，秦將軍杞子派人從鄭國回秦國報告他被鄭穆公任命把守都城北門，並且認為機不可失，若能發起大軍伐鄭，則必能拿下鄭國。秦穆公非常動心，卻又想與大臣們印証己見，於是請上大夫蹇叔來問話；沒想到蹇叔極力反對此一軍事行動，其反對理由有三：
1. 勞師遠征，曠日費時，敵軍必定得知此一消息而有所防備。
2. 勞師遠征，卻又一無所獲，軍心必定迷亂。
3. 勞師遠征，千里之遙，此一行動，不只敵軍，連它國都會得知消息，早已失去軍事行動所必需的隱密性。[4]

但是秦穆公不聽，並派遣百里孟明、西乞術、白乙丙三位將軍伐鄭（其中白乙丙是蹇叔之子，百里孟明是五羖大夫百里奚之子）；蹇叔哭送軍隊，並嘆此軍一去，不見回鄉。又與其兒子哭泣並預言：“晉國防禦軍隊一定在殽山，殽山有二座大山峰：南邊的大山峰，是夏朝天子皋的墳墓；北邊的大山峰，是周文王當年躲避風雨的地方。秦軍必盡喪於此，我會來殽山替你收屍。”而秦軍亦就此東出伐鄭。

## 弦高犒師
到了公元前627年（魯僖公三十三年、周襄王二十五年、鄭穆公二年、秦穆公三十二年、晉襄公元年）春季時，秦軍行經周天子都城雒邑北門。依照周禮規定：「諸侯國軍隊無論攻擊目標為何，只要行經周天子都城時，除了戰車駕駛員外，一律脫去頭盔全程下車步行」。當時秦軍確有照做，但後來，有三百輛戰車士兵走到一半又跳上車去了。周大夫王孫滿當時年紀雖小，但他卻經由秦軍的態度來向周襄王斷定秦師必敗。其推斷理由如下：
1. 將士態度太過輕佻，表示主帥會缺少謀略。
2. 將士缺乏禮節，表示主帥碰到事情就會很疏忽。

之後，秦軍路過滑國時，鄭國商人弦高要到雒邑做生意而遇到秦軍，他見鄭國將有滅亡之虞，於是一面派使者回去向鄭國報告，另一方面用四張熟牛皮及十二條牛犒賞秦軍；一邊拖延秦軍行軍時日、另一邊讓鄭國儘早得知而有所防備、更能誤導秦軍認為鄭國已經做好防衛措施。而鄭穆公得到消息後，便派人偵查秦軍駐所，發現秦軍束矢載弓、磨治兵器、餵飽馬匹，一副隨時準備開戰的模樣（此即為成語厲兵秣馬的由來）。於是派大夫皇武子去慰勞駐鄭的秦軍，並言及可到鄭國「原圃」狩獵一些鹿肉當糧食用云云。杞子知道後，認為事跡敗露，即與逢孫、楊孫三人逃出鄭國。杞子逃到齊國，逢孫、楊孫就逃到宋國。而秦國遠征軍主帥百里孟明得知消息後，認為戰機已失、不能繼續伐鄭，於是轉而去討滅滑國後，率軍回秦。

## 秦晉決裂
滑國為晉國的勢力範圍，晉國在得知消息後，在正卿中军将原軫的強力主導下，晉襄公以姜戎的部隊為班底，率軍出征。並以梁弘駕駛兵車，大夫萊駒當車右（侍衛）；而稍早之前，下军将欒枝曾以先代國君新喪（依照周禮規定：父親若逝世，子女需守孝三年，並名之『斬衰』）、秦君之恩未報為由力阻，但是大夫原軫以秦國對晉國未曾派遣使者致哀、意圖攻打晉國的同宗國（晉國和鄭國皆是『姬姓』，周天子後裔）這兩項理由認為：秦國已經先失去儀禮，不用再想著「報恩」這一回事了；並且以：『一天放縱敵人，會造成後代子孫好幾代的災禍，我們是為後代子孫謀畫！』為由勸服大夫欒枝，並讓晉襄公出兵討伐回歸的秦軍。
終於，在同年夏四月辛巳日，秦、晉兩軍於殽山遭遇並發生會戰，結果秦軍全軍覆沒，並且百里孟明、西乞術、白乙丙三位將軍亦遭晉軍俘虜；此一結果，正應了蹇叔所言。秦國經此大敗，元氣大傷，精銳喪失殆盡，很長一段時間無法向東發展。

## 戰後發展
戰後晉國朝廷討論如何處理秦軍俘虜的問題；但在太后文嬴（秦穆公之女、晉文公重耳之王后）的強力干預之下，晉襄公不得已將百里孟明、西乞術、白乙丙等三位將領釋放回秦國。雖然在原軫的強烈諫言之下（他甚至「不顧而唾」，不顧君臣的禮節而當場吐口水，是對君王的大不敬），晉襄公立即派將軍陽處父率兵將三位秦國將軍追回來，但卻為時已晚；而秦軍主帥百里孟明在黃河渡船上向晉軍放話：「如果因為晉君的恩惠而受到我國君赦免，三年後將要來『報答晉君的恩惠』。」（反諷，意指「領兵報仇」）後先軫在與狄人作戰時孤身「免胄」直入狄人陣中，戰死謝罪。當這三位將軍回秦國後，秦穆公穿著白色衣服在郊外迎接軍隊，並且怪罪自己不聽蹇叔勸阻而有此大敗。
此役以晉國勝利、秦國失敗告終。兩年後（前625年），孟明視要求秦穆公發兵去報崤山之仇。秦穆公答應了，派孟明視、西乞術、白乙丙三位大將軍率領四百輛兵車去攻打晉國。晉襄公派中軍帥先且居（先軫之子）前往抵禦。由於晉國做了充分準備，兩國軍隊在彭衙地方一交鋒，秦軍又打了敗仗，是為彭衙之戰。同年冬天，為進一步遏制秦國勢力東進，以鞏固晉國霸主地位，晉襄公命先且居率軍聯合宋、陳、鄭聯軍再度攻打秦國，相繼攻克秦邑汪及彭衙後撤兵，是為晉聯合諸侯攻秦之戰。
前624年夏天，孟明視請秦穆公親征晉國。秦軍浩浩蕩盪，東渡黃河。孟明視在渡過黃河後把船燒掉，以表其決心，不勝則不班師回秦國。不久，秦軍擊敗了晉軍的地方部隊，奪得王官（今山西聞喜西）和郊，是為王官之戰。秦軍示威一番後，就回到昔日殽山戰場，埋葬並祭祀在殽之戰戰死的將士的屍骨，隨即班師回秦國。
殽之戰後，秦國東進中原之路被晉國扼制，穆公不得不向西用兵，征服蠻夷，結果「兼國十二，開地千里」（《韓非子·十過篇》），在函谷關以西一帶稱霸，史稱「稱霸西戎」。周襄王派大臣召公賞給秦穆公十二隻銅鼓，承認他為西方的霸主。
李斯在《諫逐客書》上所稱讚穆公多進人才，不問國籍、種族、出身，用以勸諫秦始皇應用人才。肴之戰標誌晉、秦關係由友好轉為世仇。此後秦採取聯楚制晉之策，而晉國為保持霸主地位，同時在西、南二方對付秦、楚兩大國的挑戰。